# Alice Acres
Alice Acres és una concentració de població designada pel cens dels Estats Units a l'estat de Texas. Segons el cens del 2000 tenia 491 habitants.

## Demografia
Segons el cens del 2000, Alice Acres tenia 491 habitants, 133 habitatges, i 119 famílies. La densitat de població era de 32,1 habitants per km².
Dels 133 habitatges en un 62,4% hi vivien nens de menys de 18 anys, en un 71,4% hi vivien parelles casades, en un 11,3% dones solteres, i en un 10,5% no eren unitats familiars. En el 9% dels habitatges hi vivien persones soles l'1,5% de les quals corresponia a persones de 65 anys o més que vivien soles. El nombre mitjà de persones vivint en cada habitatge era de 3,69 i el nombre mitjà de persones que vivien en cada família era de 3,93.
Per edats la població es repartia de la següent manera: un 39,5% tenia menys de 18 anys, un 10,6% entre 18 i 24, un 32,6% entre 25 i 44, un 13,4% de 45 a 60 i un 3,9% 65 anys o més.
L'edat mediana era de 25 anys. Per cada 100 dones de 18 o més anys hi havia 104,8 homes.
La renda mediana per habitatge era de 17.336 $ i la renda mediana per família de 17.204 $. Els homes tenien una renda mediana de 17.361 $ mentre que les dones 0 $. La renda per capita de la població era de 8.579 $. Aproximadament el 26,8% de les famílies i el 27,3% de la població estaven per davall del llindar de pobresa.

## Poblacions més properes
El següent diagrama mostra les poblacions més properes.